# Lukas Hagen

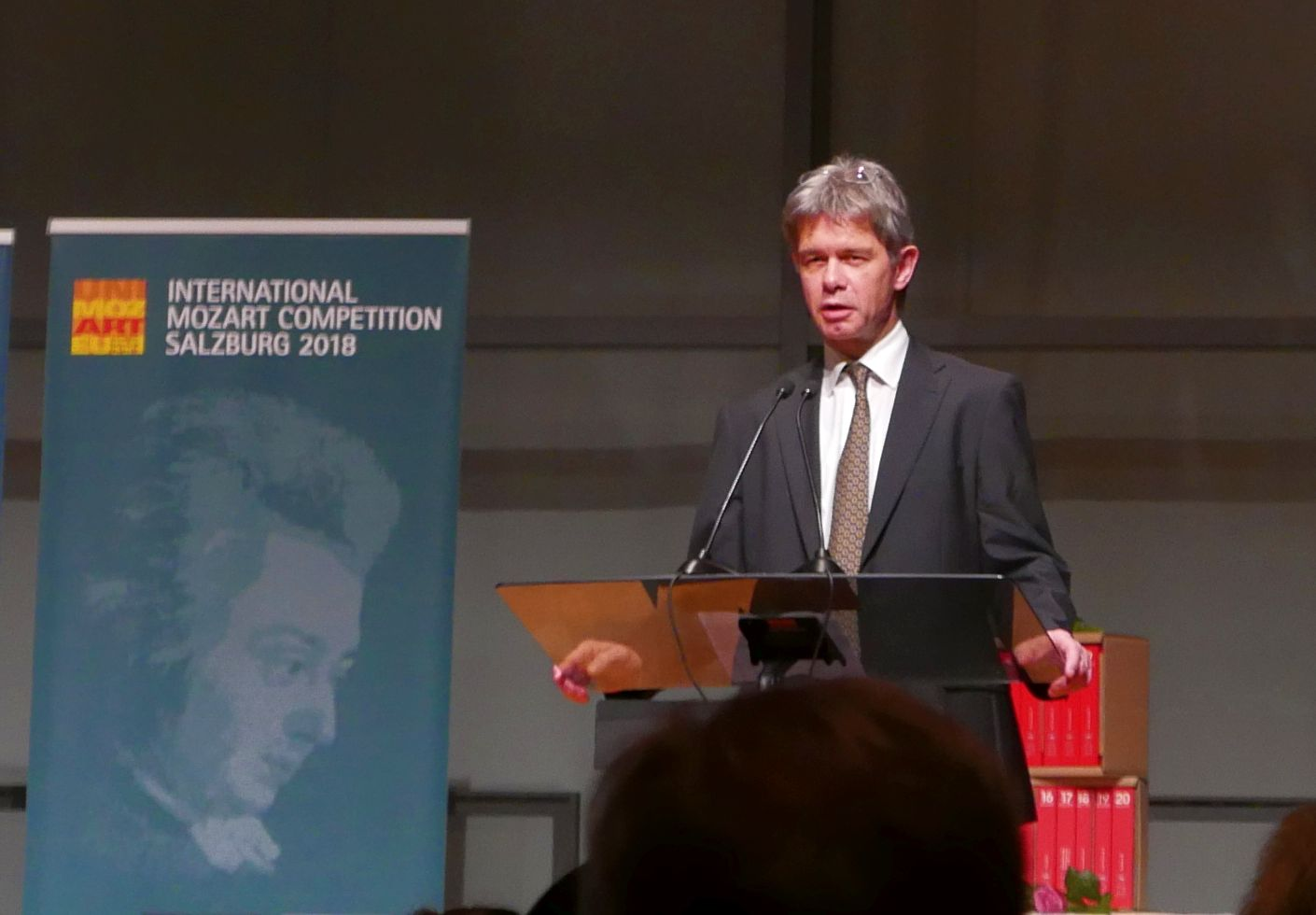
Lukas Hagen als Laudator beim Internationalen Mozartwettbewerb Salzburg 2018

Lukas Johannes Hagen (* 8. Mai 1962 in Salzburg) ist ein österreichischer Violinist und Hochschullehrer.

## Leben
Lukas Hagen ist der älteste Sohn eines Solobratschisten und Konzertmeisters des Mozarteumorchesters Salzburg. Wie auch seine Geschwister Clemens, Angelika und Veronika wurde er bereits früh von seinem Vater musikalisch gefördert.
Lukas Hagen studierte Violine am Mozarteum Salzburg bei Helmut Zehetmair und schloss das Studium 1983 mit Auszeichnung ab. Nach seinem Studium erhielt er ein Jahr Privatunterricht bei Gidon Kremer. Des Weiteren studierte er bei Nikolaus Harnoncourt und Walter Levin vom LaSalle String Quartet.
In den 1970er Jahren gründete er mit seinen Geschwistern das Hagen-Quartett, in dem er die erste Geige spielt. Das Quartett gewann mehrere erste Preise bei internationalen Wettbewerben in Portsmouth und Évian. Zudem besteht seit 1985 ein Exklusivvertrag mit der Deutschen Grammophon Gesellschaft.
Als Solist trat er bei der Salzburger Mozartwoche und den Salzburger Festspielen auf. International bekannt machten ihn seine Konzerte in Amsterdam, Brüssel, Paris, den USA, Japan, Italien und Großbritannien. Zudem war Hagen sieben Jahre lang Konzertmeister des Chamber Orchestra of Europe und ist Violinist im Serapion Ensemble. Bekannt machten ihn vor allem seine Interpretationen Dmitri Schostakowitschs und César Francks.
Seit 1999 ist Lukas Hagen Professor für Violine und Kammermusik am Mozarteum in Salzburg. Ab dem 24. November 2006 war er zudem Vizerektor der Universität und zuständig für die Koordination künstlerischer Projekte. Ferner hat er in Meisterklassen unterrichtet.
Gemeinsam mit seiner Frau Iris gründete Lukas Hagen 2004 das Volks- und Kammermusikfestival „Hagen Open Festival“ auf der Burg Feistritz in der Nähe von Wien.
Ein weiteres Tätigkeitsfeld ist die Mitgliedschaft in Jurys bei internationalen Wettbewerben. Beispielsweise übernahm er beim 13. Internationalen Mozartwettbewerb Salzburg 2018 den Jury-Vorsitz in der Kategorie Streichquartette.
Lukas Hagen hat eine moderne Violine aus der Werkstatt von Stefan-Peter Greiner erworben. Zeitweise spielte er die Stradivari „Rawack“ aus dem Jahr 1722, die früher „Rawark“ genannt wurde und zur Sammlung der Oesterreichischen Nationalbank gehört. Im Jahr 2017 spielte er eine Stradivari aus dem Jahr 1734.